# Campanha de Quivu do Norte de 2008
A campanha de Quivu do Norte de 2008 foi um conflito armado na província de Quivu do Norte, leste da República Democrática do Congo. O recrudescimento da violência na Guerra do Quivu conduziu batalhas pesadas entre as Forças Armadas da República Democrática do Congo, apoiadas pelas Nações Unidas,  e os rebeldes tutsis sob o comando do general Laurent Nkunda.
Os combates, que começaram em 25 de outubro, desarraigaram 250.000 civis - elevando o total de pessoas desalojadas pelo conflito do Quivu do Norte para mais de 2 milhões. A campanha causou distúrbios civis generalizados e grande escassez de alimentos, o que levaria as Nações Unidas a considerarem a situação como "uma crise humanitária de dimensões catastróficas". Depois de uma semana, um cessar-fogo foi ordenado pelas forças rebeldes entre os distúrbios civis e militares em Goma. A captura rebelde de todo o território ao redor de Goma criou uma atmosfera de paz muito frágil, causou enormes danos políticos e questionou a eficácia das forças de manutenção da paz ali instaladas. Após um breve cessar-fogo ordenado pelo general rebelde Laurent Nkunda, os combates reiniciariam em 17 de novembro, após o qual um segundo cessar-fogo entrou em vigor em 19 de novembro. Uma zona-tampão entre as linhas rebeldes e governamentais, conhecida como "corredor de ajuda humanitária", foi criada em 23 de novembro para permitir o transporte de ajuda para centros civis isolados. Em 9 de dezembro, começaram as negociações de paz bilaterais entre as delegações do governo congolês e os rebeldes de Nkunda. Os grandes combates diminuíram após a captura de Nkunda em janeiro de 2009.
O contínuo estado de conflito que afeta a República Democrática do Congo desde 1997 é considerado o mais mortífero desde a Segunda Guerra Mundial, com agências de ajuda humanitária estimando uma taxa de mortalidade entre 1.200 e 1.400 civis por dia.